# 17972 Ascione
17972 Ascione è un asteroide della fascia principale. Scoperto nel 1999, presenta un'orbita caratterizzata da un semiasse maggiore pari a 2,7235675 UA e da un'eccentricità di 0,0135133, inclinata di 5,12839° rispetto all'eclittica.